# 約旦河擬鱥
約旦河擬鱥（學名：Pseudophoxinus drusensis），為輻鰭魚綱鯉形目雅羅魚科的其中一個種，分布亞洲戈蘭高地的約旦河流域，體長可達10公分，棲息在植被生長、礫石底質的溪流、水塘，繁殖期在4至6月，因棲息地喪失而受威脅，1995年至2006年間總種群數量減少了至少50%，被IUCN列為瀕危保育類動物。

## 扩展阅读
維基物種上的相關：約旦河擬鱥